# Nati nel 1979/Senza giorno specificato
| Questa pagina contiene informazioni ricavate automaticamente dalle voci biografiche con l'ausilio del template Bio e di un bot. L'aggiornamento è periodico e automatico e ricostruisce completamente la pagina. Se manca una persona in questa lista, sei pregato di non aggiungerla, ma accertati piuttosto che la sua voce biografica contenga il template Bio e che i dati anagrafici siano correttamente compilati. Se il template Bio manca, inseriscilo tu stesso o, in alternativa, metti l'avviso {{tmp\|Bio}} che ne segnala la mancanza. Se i dati riportati sono sbagliati, correggi direttamente la voce biografica; le modifiche saranno visibili in questa lista entro pochi giorni. Per chiarimenti vedi il progetto biografie. La lista contiene solo le 134 persone che sono citate nell'enciclopedia e per le quali è stato implementato correttamente il template Bio. Pagina aggiornata al 18 ago 2025. |

- Iyabo Abade, ex calciatore nigeriano
- Abu al-Hussein al-Husseini al-Qurashi, terrorista iracheno († 2023)
- Noura Al Kaabi, politica e imprenditrice emiratina
- Yasser Al-Habib, religioso kuwaitiano
- Elena Albertoni, designer italiana
- Terry J. Albury, attivista e investigatore statunitense
- Mohammed Ali al-Houthi, militare e politico yemenita
- Samuel Aranda, fotoreporter spagnolo
- Gabriela Babnik, scrittrice slovena
- Romano Baratta, artista e designer italiano
- Anaïs Barbeau-Lavalette, regista, sceneggiatrice e scrittrice canadese
- Jacob Bellens, cantautore danese
- Turf Talk, rapper statunitense
- Kristian Bezuidenhout, pianista australiano
- Massimo Bisotti, scrittore italiano
- Roberto Brancaccio, allenatore di pallanuoto e dirigente sportivo italiano
- Jason Brennan, filosofo e politologo statunitense
- Shona Brownlee, sciatrice alpina e militare britannica
- Giulio Brunetti, attore italiano
- Burial, musicista britannico
- Lorena Cabo, scrittrice spagnola
- Esma Can, sollevatrice turca († 1999)
- Nina Canell, scultrice e artista svedese
- Auguste Corteau, scrittore e traduttore greco
- Paolo Cirio, artista e hacker italiano
- Philip Colbert, artista britannico
- Ben Counter, scrittore britannico
- Shea Cowart, ex atleta paralimpica statunitense
- Mike Crossey, produttore discografico britannico
- Balázs Csák, astronomo ungherese
- Amiel Daemion, cantante e attrice australiana
- Kim De Vos, ex cestista belga
- Alice Diop, regista francese
- Antoine Dufour, chitarrista canadese
- Yavuz Ekinci, scrittore turco
- Marc Elliott, attore britannico
- Hafize Gaye Erkan, economista e banchiera turca
- Liza Ferschtman, violinista olandese
- Susan Fletcher, scrittrice britannica
- Lia Gotti, attrice italiana
- Andy Granelli, musicista e batterista statunitense
- Iria Gómez Concheiro, regista messicana
- Osama Hammad, politico libico
- Dolk, artista norvegese
- Phil Hansen, artista statunitense
- Sirajuddin Haqqani, militare e politico afghano
- Matt Henry, attore e cantante britannico
- Ramona Hoh, ex sciatrice alpina canadese
- Anders Holmström, ex sciatore alpino svedese
- André, cantante armeno
- Ryan David Jahn, scrittore e sceneggiatore statunitense
- Peter Joseph, musicista, regista e produttore cinematografico statunitense
- Sudad Ka'dan, regista, sceneggiatrice e montatrice siriana
- Jürgen Kandlbauer, ex sciatore alpino austriaco
- Melissa Keller, attrice e modella statunitense
- Gaba Kulka, cantante polacca
- Mahomi Kunikata, artista giapponese
- Ville Kurvinen, ex giocatore di football americano finlandese
- Bülent Kılıç, fotografo e giornalista turco
- Antonella Lattanzi, scrittrice e sceneggiatrice italiana
- Marta Lempart, attivista polacca
- Michael Lennox, regista britannico
- Jiri Lev, architetto ceco
- Anndy Lian, economista singaporiano
- Lamont Lilly, scrittore e attivista statunitense
- Marjorie Liu, scrittrice statunitense
- Katja Loher, artista svizzera
- Andrea Lucchese, kickboxer italiano
- Rafał Łuszczewski, pianista polacco
- Carter MacIntyre, attore statunitense
- Amit Majmudar, scrittore e poeta statunitense
- Emily St. John Mandel, scrittrice canadese
- Francesca Manieri, sceneggiatrice italiana
- Matteo Marchesini, critico letterario italiano
- Lisa McGee, sceneggiatrice nordirlandese
- Lucio Meglio, sociologo italiano
- Jim Mickle, regista, sceneggiatore e montatore statunitense
- Gramophonedzie, disc jockey serbo
- Rossella Milone, scrittrice italiana
- Petra Mitterstieler, ex sciatrice alpina italiana
- Megan Mullen, ex sciatrice alpina canadese
- Åshild Mundal, cantante norvegese
- N sambo, musicista italiano
- Gabriele Nani, baritono italiano
- Habib Nasib Nader, attore britannico
- Kenn Navarro, animatore filippino
- Matthias Nawrat, scrittore tedesco
- Dina Nayeri, scrittrice statunitense
- Sergej Nikitin, storico e urbanista russo
- Paul Alexander Nolan, attore canadese
- Pierre Olsson, ex sciatore alpino svedese
- Josephat Ongeri, ex maratoneta keniota
- Fabio Orsi, musicista, compositore e fotografo italiano
- Amy Palant, doppiatrice e cantante statunitense
- Dino Paradiso, comico e cabarettista italiano
- Daniel Percival, attore britannico († 2024)
- Rosamund Pike, attrice britannica
- Elena Ketra, artista italiana
- Frank Siciliano, rapper, beatmaker e regista italiano
- Christian Poschmann, ex giocatore di football americano tedesco
- Afonso Poyart, regista, produttore cinematografico e sceneggiatore brasiliano
- Ross Raisin, scrittore britannico
- Nicola Ravera Rafele, scrittore e sceneggiatore italiano
- Gilles Remiche, attore belga († 2022)
- Ren Ziyuan, attivista cinese
- Gwendoline Riley, scrittrice britannica
- Grzegorz Rossoliński-Liebe, storico e scrittore polacco
- Jarrett Schaefer, regista e sceneggiatore tedesco
- Shauna Shim, attrice statunitense
- Will Shu, imprenditore statunitense
- Sarah Soetaert, attrice teatrale, ballerina e cantante belga
- Nathalie Sorce, cantante belga
- Michael Spyres, tenore statunitense
- Geoffrey Stephenson, ex sciatore alpino statunitense
- Monique Steyn, cantante sudafricana
- Stik, writer britannico
- Nico Suave, rapper tedesco
- Claus Suchanek, canoista tedesco
- Keiko Suenobu, fumettista giapponese
- Marco Taddei, fumettista e scrittore italiano
- Paolo Talanca, critico musicale italiano
- Michelle Terry, attrice, direttrice artistica e regista teatrale britannica
- Eleanor Thom, scrittrice scozzese
- Ane Trolle, cantante danese
- Sean Tyas, disc jockey e produttore discografico statunitense
- Frederik Van Lierde, triatleta belga
- Itamar Vieira Junior, scrittore brasiliano
- Dean Walker, ex cestista canadese
- Guilherme Winter, attore brasiliano
- Tony Yazbeck, attore, ballerino e cantante statunitense
- Zandra, cantante svedese
- Hammour Ziada, scrittore sudanese
- Roland de Wolfe, giocatore di poker inglese
- Elza van den Heever, soprano sudafricano